# Communauté de communes du Plateau de Russey
Die Communauté de communes du Plateau de Russey ist ein französischer Gemeindeverband mit der Rechtsform einer Communauté de communes im Département Doubs in der Region Bourgogne-Franche-Comté. Sie wurde am 27. Dezember 2001 gegründet und umfasst 17 Gemeinden. Der Verwaltungssitz befindet sich im Ort Le Russey.

## Mitgliedsgemeinden
| Gemeinde                                    | Einwohner 1. Januar 2022 | Fläche km² | Dichte Einw./km² | Code INSEE | Postleitzahl |
| ------------------------------------------- | ------------------------ | ---------- | ---------------- | ---------- | ------------ |
| Bonnétage                                   | 1.001                    | 17,71      | 57               | 25074      | 25210        |
| Grand’Combe-des-Bois                        | 122                      | 11,87      | 10               | 25286      | 25210        |
| La Bosse                                    | 86                       | 5,13       | 17               | 25077      | 25210        |
| La Chenalotte                               | 532                      | 4,88       | 109              | 25148      | 25500        |
| Laval-le-Prieuré                            | 33                       | 5,29       | 6                | 25329      | 25210        |
| Le Barboux                                  | 238                      | 11,26      | 21               | 25042      | 25210        |
| Le Bizot                                    | 304                      | 7,85       | 39               | 25062      | 25210        |
| Le Luhier                                   | 243                      | 5,21       | 47               | 25351      | 25210        |
| Le Mémont                                   | 45                       | 3,16       | 14               | 25373      | 25210        |
| Le Russey                                   | 2.546                    | 24,17      | 105              | 25512      | 25210        |
| Les Fontenelles                             | 538                      | 8,38       | 64               | 25248      | 25210        |
| Mont-de-Laval                               | 190                      | 8,44       | 23               | 25391      | 25210        |
| Montbéliardot                               | 113                      | 3,80       | 30               | 25389      | 25210        |
| Narbief                                     | 99                       | 3,47       | 29               | 25421      | 25210        |
| Noël-Cerneux                                | 455                      | 6,36       | 72               | 25425      | 25500        |
| Plaimbois-du-Miroir                         | 280                      | 11,71      | 24               | 25456      | 25210        |
| Saint-Julien-lès-Russey                     | 182                      | 10,01      | 18               | 25522      | 25210        |
| Communauté de communes du Plateau de Russey | 7.007                    | 148,70     | 47               | –          | –            |